# Simon Davies
Simon Davies   (Hwlffordd, 23 d'octubre de 1979) és un exfutbolista gal·lès que jugava de migcampista. Va disputar 58 partits amb la selecció del seu país.

## Carrera esportiva

### Peterborough United
Davies va arribar al Peterborough United amb 15 anys. Ràpidament es va fer un lloc a l'equip titular, fent fins a 50 aparicions amb l'equip titular abans de fer 20 anys. Després d'un període de prova amb el Manchester United el juliol de 1999, el rendiment amb el Peterborough va animar el president del Tottenham Hotspur, George Graham, a gastar 700.000 £ per fitxar-lo en el mercat d'hivern de la temporada 1999-2000.

### Tottenham Hotspur
Davies va debutar amb el Tottenham el 9 d'abril del 2000 durant la derrota per 2-0 contra el Liverpool.